# 桥冈优辉
桥冈优辉（日语：／ Hashioka Yuki，1999年1月23日—）生于埼玉县浦和市，是一名日本男子田径运动员，主攻跳远。他的父亲利行曾是一名撑竿跳高选手，母亲直美（旧姓城岛）也从事田径运动。堂兄和树和堂弟大树都是足球选手。他在中学一年级时开始接触田径运动，刚开始他从事100米短跑项目，之后他改练四项全能，进入高中后，他又改练跳远。2017年，他进入日本大学体育科学部就读。